# パワフルアドベンチャー
『パワフルアドベンチャー』は、2008年5月にSANKYOより発売されたパチスロ機（5号機）。保安通信協会（保通協）における型式名は「パワフルアドベンチャーZ6」。
パチスロにおけるパワフル（夢夢）シリーズ第4弾。2種類のARTを搭載したARTストック機で、設定は1・4・6・Hの4段階。夢夢ちゃん・ナナちゃん・ジャムちゃん・全員集合の4パネルを同時発売した。販売台数は2009年3月末時点で約3万8000台。

## 概要
BIG BONUS (BB) とREG BONUS (RB) の2種類のボーナスと、「パワフルタイム」 (PT) と「パワフルゲート」 (PG) を搭載。BIG BONUSは409枚を超える払い出しで終了（純増約300枚）する赤7（夢夢ちゃん柄）と、249枚を超える払い出しで終了（純増約180枚）の白7（ナナちゃん柄）の2種類。REG BONUS（内部的には枚数の少ないBIG）は69枚を超える払い出しで終了（純増約50枚）のBAR（ジャムちゃん柄）の1種類。
BIG BONUSに入賞すると、3種類のBIGを選択できる。
- 夢夢BIG：チャンス告知系
  - 夢夢カットインから「ジャキーン」の告知音から登場する箱によってARTストックが判明する。
    - 箱の中からサイコロ出現でARTストック確定。
    - 箱の中から☆出現でハズレ。
- ジャムBIG：一発告知系
  - 「キーン！」の告知音が鳴ればARTストック確定。
- ナナBIG：後告知系
  - BIG終了後に告知するタイプ。
    - ナナちゃんが目を覚ましたらARTストック確定。

### パワフルゲート
ART、チャンスゾーン。ボーナス中にストックを獲得できなかった場合に突入するステージ。規定回数は最大30Gだが、イチゴ・ブドウはパンク役であるため揃ってしまったら即終了となる。しかし、パンク役回避のナビが発生することもある（この場合は次のゲームからPTとなる）。パンク役成立時には予告音が鳴るため、勘で2択を選ばなくてはならない（予告音が鳴っても実際にはパンク役が成立していない場合もある）。規定の30G終了、もしくはレア小役当選でPTに昇格する期待度が高くなる。また、最初からPTが潜伏している場合もある（潜伏PTは最初のパンク役成立やある程度のゲーム数消化で発動）。なお、PG中のボーナス当選で終了となる。
純増枚数は約0.7枚/1G。

### パワフルタイム
ART。通常時・ボーナス中にストックを獲得していれば、ボーナス終了後に突入する。もしくは、PGで昇格した場合も突入する。1セットのゲーム数は30・50・100Gの3種類。イチゴ・ブドウ入賞で終了となってしまうが、ナビが発生するため赤ナビ時は左リール枠内に赤7を狙い、紫ナビ時は左リール枠内にBARを狙えばパンクを回避できる。パンクさせてしまった場合でも、ストックされているPTは残る仕様となっている。同様にPT中にボーナスに当選しても、ボーナス消化後に再び残りゲーム再開となる。規定セット数を終了するとPGに転落する。
純増枚数は約0.7枚/1G。
- PT中のミニゲームで金貨を集め、金貨1000枚獲得で次回もPT確定となる。
- 30G目・50G目で発生するパワフルルーレットで、夢夢ちゃんが「まだまだ〜！」と言えば50G・100G継続確定である。また、獲得した金貨の枚数で次回PTの期待度が変化する。
- BONUS当選で最大30セットまでストックを獲得できる。また、セット数は最大100セットまでストックできる。

### 天井
ボーナス間1200G以上消化でARTストックの期待度が上がる。そのためはまればはまるほど、ボーナス後の一撃の獲得枚数の期待度が大幅にあがっていく。ただし、即座に救済ATやRTが発動するわけではない。また、1600G以降は100Gごとに1/2の確率で救済AT（100G継続）が抽選される（あくまでATなのでリプレイ確率は上がらない）。なお、ボーナス入賞時のゲーム数でなく、成立時のゲーム数を参照するため、天井を越えてボーナスを揃えても、救済措置がとられない場合もある。
- 1200G：平均10セット（最低5セット）
- 1600G：平均20セット（最低10セット）
- 2000G：30セット確定

### 主題歌
『CRフィーバーネオパワフル』と異なり、キャラクターソングとはなっていない。
- New Day
  - 夢夢BIG
- タイセツナモノ
  - ジャムBIG
- HAPPY!
  - ナナBIG

## スペック
| 設定 | 合成  | BIG   | REG   | 出玉率（機械割） |
| ---- | ----- | ----- | ----- | ---------------- |
| 1    | 1/249 | 1/372 | 1/753 | 95.8 - 99.2%     |
| 4    | 1/243 | 1/368 | 1/720 | 99.9 - 103.3%    |
| 6    | 1/238 | 1/364 | 1/689 | 104.4 - 107.8%   |
| H    | 1/233 | 1/360 | 1/661 | 108.0 - 111.4%   |